# 格倫 (內布拉斯加州)
格倫（英語：Glen）是位於美國內布拉斯加州蘇縣的非建制地區。

## 歷史
格倫的郵局於1887年設立，其後於1953年停運。

## 地理
格倫所處的海拔為高於海平面1235米（即4052英呎），而該地所採用的時區為UTC-7，即北美山地時區（MST）。同時該地設有夏令時間，為UTC-7調快一小時，即UTC-6（MDT）。